# Hrabstwo San Miguel (Nowy Meksyk)
Hrabstwo San Miguel (ang. San Miguel County) – hrabstwo w stanie Nowy Meksyk w Stanach Zjednoczonych.

## Miasta
- Las Vegas

## Wioski
- El Cerrito
- Pecos

## CDP
- Conchas Dam
- East Pecos
- North San Ysidro
- Pueblo
- Ribera
- Rowe
- San Jose
- Sena
- Soham
- Tecolote
- Tecolotito
- Villanueva